# مسمومیت
مسمومیت (به انگلیسی: intoxication) مجموعه‌ای از اختلالات بدن است که در اثر جذب ماده‌ای بیگانه که به آن «سَم» گفته می‌شود بروز می‌کند. جذب مادهٔ سمی می‌تواند از راه‌های زیر صورت بگیرد:
- استنشاق نوعی گاز، بخار، دود یا گرد و غبار
- دستگاه گوارشی (خوردن یا آشامیدن)
- تماس پوستی (از طریق انتشار از اپی‌درم یا عبور از زخم یا سوختگی)
- تزریق در خون

## انواع مسمومیت حاد مزمن و شغلی
مسمویت‌های غذایی اغلب در اثر تکثیر میکروب‌ها یا زهرابه آزاد شده از آنها (همچون بوتولیسم) یا جذب مواد غیرخوراکی (همچون برخی از قارچ‌ها) ظاهر می‌شوند. علت مسمومیت‌های دارویی نیز مصرف داروی نامناسب یا جذب بیش از حد آن است.
اعتیاد نیز نوعی مسمومیت اختیاری به الکل، تریاک، کوکائین، هروئین، مرفین و غیره است، و موجب وابستگی به آن ماده می‌شود.
تابش‌های مواد رادیواکتیو نیز موجب مسمومیت می‌شوند.
به طور کلی حشره کش های فسفره ترکیبات خطرناکی برای انسان و دام هستند. و باعث به‌وجود آمدن انواع مسمومیت های حاد و مزمن میشوند.

نرخ مرگ و میر ناشی از مسمومیت غیر عمد در سال ۲۰۱۷ میلادی در سرتاسر جهان.